# دختران به محبت نیاز دارند
«دختران به محبت نیاز دارند» (به انگلیسی: Girls Need Love) ترانه‌ای از خوانندهٔ آمریکایی سامر واکر می‌باشد که در نخستین میکس‌تیپ تجاری وی تحت عنوان آخرین روز تابستان (۲۰۱۸) و در ۲۶ ژوئیهٔ سال ۲۰۱۸ به‌عنوان تک‌آهنگ اصلی این میکس‌تیپ منتشر گردید. نسخهٔ ریمیکس این ترانه با دریک در فوریهٔ سال ۲۰۱۹ منتشر شد و بعدها یک ئی‌پی تحت عنوان دختران به محبت نیاز دارند (میکس دختران) در اکتبر سال ۲۰۲۳ با ریمیکس‌هایی به‌همراهٔ ویکتوریا مونه، تایلا و تینک منتشر گردید.

## ریمیکس
ریمیکس رسمی به‌همراهٔ دریک در ۱۰ فوریهٔ سال ۲۰۱۹ منتشر شده‌است.